# 爆報! THE フライデー
『バクホウ』は、2011年10月21日から2021年3月5日までTBS系列で毎週金曜 19時00分 - 20時00分 (JST) に放送されていた情報バラエティ番組。司会を務める爆笑問題の冠番組。2020年3月までのタイトルは『爆報! THE フライデー』（ばくほう ザ・フライデー）で、通称『爆報!』。通算420回。

## 概要
2011年1月13日から7月29日に実質的な前身番組にあたる『爆!爆!爆笑問題 芸能人ザ・密告SP』と題する特別番組が放送され、2011年10月21日からレギュラー放送としてスタートすると2011年8月31日に報道されたが、2021年3月5日をもって終了となった。
本番組のMC（司会）には、2011年9月まで同じTBSで水曜日の20時台に放送されていた『爆問パワフルフェイス!』に出演した爆笑問題（太田光・田中裕二）が起用された。さらにスペシャルゲストMCとして、歌手・タレントの田原俊彦を起用。
本番組は、芸能界の意外な事実と芸能人の知られざる素顔をニュース形式で紹介していたが、現在は前半で一世を風靡したが、その後テレビで見かけなくなってしまった著名人の現在、第2の有名人と銘打ってデビューしたが売れずに芸能界を引退し第2の人生を歩んでいる著名人を紹介する『あの人は今』特集、後半は「爆報ミステリー実録名前の出せない芸能界事件簿」や「芸能人の介護問題」などのメイン特集が中心になっており、末期は前半は「都市伝説」などのホラー企画、後半は「芸能人の事件」などが中心となっていた。
視聴率は長らく好調傾向にあったが、2020年頃から一桁に落ち込む回が目立つようになった。
2015年10月2日放送分をもって編成上の音声がステレオに変更されたが、モノラル音源で放送されている現状は変わっていなかった。
「19時番組や20時番組の交互2時間SP」が多発する中、TBS系列の金曜日は20時台の『ぴったんこカン・カン』と21時台の『中居正広のキンスマ』の交互特番が多く、本番組の拡大SPは珍しく少なかった。逆に、改編期でも放送休止されないことが多かった。本番組の休止時には、19:00 - 20:57に『ぴったんこカン・カン』の2時間スペシャルが放送された。
開始以来長らく19:00 - 19:56 (JST) に放送されていたが、直後に放送の『ぴったんこカン・カン』が4分縮小したのに伴い、2017年10月6日からは19:00 - 20:00 (JST) に拡大しての放送を行っていた。

### 番組の終焉
2020年12月10日付のスポーツ報知と日刊スポーツ、12月11日付のサンケイスポーツの記事を通じて、本番組が2021年3月に終了を予定していることが明らかになった。同局の2021年4月改編に関するスポーツ報知の報道によると、2019年10月からテレビ朝日が同時間帯で放送していた『ドラえもん』と『クレヨンしんちゃん』を土曜 16:30 - 17:30に枠移動したうえで、後番組として金曜21時枠で放送していた『ザワつく!金曜日』を19時枠に昇格させた頃から、視聴率が低迷。また、『クイズ!あなたは小学5年生より賢いの?』（日本テレビ）・『坂上どうぶつ王国』（フジテレビ）にも押されたことに加え、長期的なコロナ禍（新型コロナウイルス感染症〈COVID-19〉の流行）の影響でロケ取材などが制限されたことが追い打ちをかける結果となった事に加えて、テレビ業界で広告収入が激減し、制作費の見直しが余儀なくされたことで番組終了の流れとなったと報じていて、この時点でTBSテレビ広報部はスポーツ報知の取材に対し「制作過程についてはお答えしておりません」とコメントしていたが、2021年2月26日放送の番組終盤の次回予告を通じて、同年3月5日の放送を最後に終了すると正式に発表し、3月5日放送の『人生激変!転身ヒロイン10連発!2時間スペシャル』の放送を以て9年半の歴史に幕を下ろした。これに伴い、2021年3月7日以降に爆笑問題が出演するTBS系列のレギュラー番組は日曜昼前（午前）に放送している兄弟番組『サンデージャポン』（一部地域を除く）のみになった。なお同年4月16日からは、後継番組として浜田雅功（ダウンタウン）が司会を務めるクイズ番組『オオカミ少年』の放送を開始した。

## 番組終了時点での出演者
出演者の一部は『サンデージャポン』にも出演。

### MC
- 爆笑問題（太田光・田中裕二、『爆問パワフルフェイス!』から続役）

### スペシャルゲストMC
- 田原俊彦[注釈 6]

### アシスタントMC
- 山本里菜（当時TBSアナウンサー、2018年4月6日から2021年3月5日(最終回)まで）[12]2018年度-2020年度アシスタント

### レギュラー
- テリー伊藤
- アンガールズ（田中卓志・山根良顕）
- 友近
- 藤森慎吾（オリエンタルラジオ）[注釈 7]

### 準レギュラー
- フットボールアワー（岩尾望・後藤輝基）
- 平成ノブシコブシ（吉村崇・徳井健太）
- パンクブーブー（佐藤哲夫・黒瀬純）

上記の3組が毎週交替で出演。

### 常連出演者
- 我が家（坪倉由幸・杉山裕之・谷田部俊）
- 長谷直美（番組企画で大腸癌が発覚し闘病生活を放送中）
- こまどり姉妹
- 杉村太蔵
- 阿部祐二
- 清水国明（あのねのね）
- 柳生博

他

## 過去の出演者
表記がない人物は、出演当時TBSアナウンサー。
- 田中みな実[注釈 8]（2011年10月21日 - 2014年9月19日、2019年4月5日）
- 吉田明世[注釈 9]（2014年10月10日 - 2018年3月31日、2019年4月5日）
- 中田敦彦（オリエンタルラジオ）[注釈 10]（2011年10月21日 - 2018年12月28日）

## スペシャル放送

### 2012年（平成24年）
- 2012年12月28日 - 爆報! THE フライデー VS サンデージャポン

### 2015年（平成27年）
- 2015年3月6日 - あのスターは今…緊急大追跡2時間スペシャル

### 2016年（平成28年）
- 2016年3月4日 - あの人は今…大追跡スペシャル
- 2016年12月2日 - あの昭和スターの謎が明らかに！2時間スペシャル

### 2017年（平成29年）
- 2017年9月22日 - 因縁・再会・謎の晩年…緊急2時間スペシャル
- 2017年12月8日 - 奇跡の大再会2時間スペシャル

### 2018年（平成30年）
- 2018年3月23日 - タブー解禁!大女優の死の裏側追跡2時間スペシャル
- 2018年3月30日 - あの人は今…禁断の初告白!人生激変2時間スペシャル
- 2018年12月28日 - 昭和の大スター!禁断の2時間スペシャル

### 2019年（平成31年→令和元年）
- 2019年4月5日 - 芸能界(秘)事件簿解禁スペシャル

### 2021年（令和3年）
- 2021年3月5日 - 人生激変!転身ヒロイン10連発!2時間スペシャル

## 備考
- 『サンデージャポン』とはスタッフによるスピンオフのような番組にしており、同番組で『爆報』の番宣CMが放送されていた（CM枠ではなく番組の一部として）。
- 2011年12月23日の放送で、離婚したばかりの山口もえを友近の母・千鶴が「ひと回り以上年上」「テレビ業界」「バツイチ」の運命の人が翌年には現れると占った[注釈 11]。
- 2012年12月7日と翌週14日放送は、収録日に田中が入院していた（田中裕二 (お笑い芸人)#略歴を参照）ため、太田と田原が司会を担当した。また、ネームプレートの左側に田中の写真と下部に「欠席」が表示されていた。
- 2012年12月28日の放送には、『サンデージャポン』との合同で、『爆報! THE フライデー VS サンデージャポン』と題した特別番組が生放送された。
- 2019年4月5日の放送には、『サンデージャポン』の歴代アシスタントが揃って番組に出演した[13]。

## ネット局と放送時間
| 放送対象地域   | 放送局                   | 系列    | 放送日時                 |
| -------------- | ------------------------ | ------- | ------------------------ |
| 関東広域圏     | TBSテレビ (TBS)          | TBS系列 | 金曜 19時00分 - 20時00分 |
| 北海道         | 北海道放送 (HBC)         | TBS系列 | 金曜 19時00分 - 20時00分 |
| 青森県         | 青森テレビ (ATV)         | TBS系列 | 金曜 19時00分 - 20時00分 |
| 岩手県         | IBC岩手放送 (IBC)        | TBS系列 | 金曜 19時00分 - 20時00分 |
| 宮城県         | 東北放送 (tbc)           | TBS系列 | 金曜 19時00分 - 20時00分 |
| 山形県         | テレビユー山形 (TUY)     | TBS系列 | 金曜 19時00分 - 20時00分 |
| 福島県         | テレビユー福島 (TUF)     | TBS系列 | 金曜 19時00分 - 20時00分 |
| 山梨県         | テレビ山梨 (UTY)         | TBS系列 | 金曜 19時00分 - 20時00分 |
| 新潟県         | 新潟放送 (BSN)           | TBS系列 | 金曜 19時00分 - 20時00分 |
| 長野県         | 信越放送 (SBC)           | TBS系列 | 金曜 19時00分 - 20時00分 |
| 静岡県         | 静岡放送 (SBS)           | TBS系列 | 金曜 19時00分 - 20時00分 |
| 富山県         | チューリップテレビ (TUT) | TBS系列 | 金曜 19時00分 - 20時00分 |
| 石川県         | 北陸放送 (MRO)           | TBS系列 | 金曜 19時00分 - 20時00分 |
| 中京広域圏     | CBCテレビ(CBC)           | TBS系列 | 金曜 19時00分 - 20時00分 |
| 近畿広域圏     | 毎日放送(MBS)            | TBS系列 | 金曜 19時00分 - 20時00分 |
| 鳥取県・島根県 | 山陰放送 (BSS)           | TBS系列 | 金曜 19時00分 - 20時00分 |
| 岡山県・香川県 | RSK山陽放送(RSK)         | TBS系列 | 金曜 19時00分 - 20時00分 |
| 広島県         | 中国放送 (RCC)           | TBS系列 | 金曜 19時00分 - 20時00分 |
| 山口県         | テレビ山口 (tys)         | TBS系列 | 金曜 19時00分 - 20時00分 |
| 愛媛県         | あいテレビ (itv)         | TBS系列 | 金曜 19時00分 - 20時00分 |
| 高知県         | テレビ高知 (KUTV)        | TBS系列 | 金曜 19時00分 - 20時00分 |
| 福岡県         | RKB毎日放送 (RKB)        | TBS系列 | 金曜 19時00分 - 20時00分 |
| 長崎県         | 長崎放送 (NBC)           | TBS系列 | 金曜 19時00分 - 20時00分 |
| 熊本県         | 熊本放送 (RKK)           | TBS系列 | 金曜 19時00分 - 20時00分 |
| 大分県         | 大分放送 (OBS)           | TBS系列 | 金曜 19時00分 - 20時00分 |
| 宮崎県         | 宮崎放送 (MRT)           | TBS系列 | 金曜 19時00分 - 20時00分 |
| 鹿児島県       | 南日本放送 (MBC)         | TBS系列 | 金曜 19時00分 - 20時00分 |
| 沖縄県         | 琉球放送 (RBC)           | TBS系列 | 金曜 19時00分 - 20時00分 |

| 配信サイト | 更新時間        | 備考                 |
| ---------- | --------------- | -------------------- |
| TVer       | 金曜 20:00 更新 | 最新話限定で無料配信 |

## スタッフ
最終回時点
- 構成：桜井慎一、尾首大樹、杉山奈緒子・秋葉高彰、野口悠介・萩森豪（萩森→以前は演出）
- ナレーション：佐藤賢治、中井和哉
- TM：鈴木博之
- TD：大蔵聡
- VE：則竹香【週替り】／荒井秀訓、久保澤知史、佐藤希美、鈴木祭、吉田崇
- CAM：横田研一
- MIX：鈴木誠司
- LD：加藤由美子（以前は照明）【週替り】／荻原小桃
- 技術協力：SWISH JAPAN、OMNIBUS JAPAN、東京オフラインセンター【週替り】／バンエイト
- 美術プロデューサー：清水久（以前は美術制作→一時離脱）
- 美術デザイナー：郭珠延
- 美術制作：町山充洋
- 装置：相良比佐夫
- 操作：佐藤謙紫朗
- 装飾：森田琴衣
- 電飾：高橋麻衣
- アクリル装飾：磯田愛美
- 衣装：岡崎貴子
- 持道具：京阪商会
- ヘアメイク：田中智子
- 編集：高橋勇志・山本浩三（以上OMNIBUS JAPAN）
- MA：坂井真一（OMNIBUS JAPAN）
- CGデザイン：大森清一郎
- 音効：鈴木瑞穂・井田剛博（以上スポット）
- TK：鈴木裕恵
- デスク：石関幸子
- 編成：川島優子（2020年7月-）
- 宣伝：田中瑞穂、多賀名千尋（多賀名→途中から）
- リサーチ：大森智仁（リベラス）、市川真吾（ライダース・オフィス）
- アシスタントディレクター：富田亮太、若挟聡司、笠原怜那、岡田夏美、小林将也、塚本智久、辻井大輝、冨田みのり、松井真奈実、池口麻衣、高谷翔平、永椎大輝、本間佑香、青山恵理香、武田欣樹、加藤倭子、森本愛彩、永野司、伊藤明日香、厚東那昂、湯地和華、西野哲生
- 進行：平井俊範（以前はアシスタントディレクター）
- アシスタントプロデューサー：髙橋直美（以前はアシスタントディレクター）、木村真菜
- 協力プロデュース：雨宮佑介（フォーミュラミュージックエンタテインメント）
- ディレクター：内田雅行、相澤雄、木村英貴・梅野良祐（FAT TRUNK）、東功一朗、伊藤高史（デージカンパニー）、中山健志、鈴木信義（以前はアシスタントディレクター）、阿部裕一郎、小林恵美、平田恭崇、田野文哉（以前はアシスタントディレクター）、伊藤敦基
- 演出：丹野樹史（BULLY CAT）、横山健一、倉田敬之（ROFL）、宮森英生（FAT TRUNK）、塚田直之、光用さやか（光用→以前はディレクター）
- 担当プロデューサー：川澄博雄、山本一雄（川澄・山本→以前はプロデューサー）・福島千紘（以前はアシスタントプロデューサー→制作プロデューサー）・本村千穂美(ちほみ)、増村紀男（ROFL）、大森エミ（FAT TRUNK、以前はアシスタントプロデューサー）、山崎統司・小板洋司（TBSスパークル、小板→一時離脱→復帰）、吉田弓恵（以前はアシスタントプロデューサー）、名田雅哉（officeDA-NA）（本村以降→以前はキャスティングプロデューサー、全員→2020年10月9日-）
- チーフプロデューサー：小林弘典（2020年10月9日-）
- 総合演出：川平秀二（デージカンパニー）
- プロデューサー：勝田拓也（以前はディレクター→演出）
- 制作協力：デージカンパニー、FAT TRUNK、BULLY CAT、CRANKY、ロジックエンターテインメント、ROFL、TBSスパークル、officeDA-NA（※以上全社でクレジット表記なし）
- 制作：TBSテレビコンテンツ制作局バラエティ制作二部
- 製作著作：TBS

### 歴代のスタッフ
- ナレーション：一龍斎貞友
- 構成：北本かつら、渡辺真也、利光宏治
- TM：金澤健一、山下直、丹野至之、榎芳栄、荒木健一
- VE：後藤静香、澤井優輝、對間敏文、青木智奈未、榊聖一、沖田祐貴、竹若章、森竜二、田上隆行
- CAM：斉藤美由紀
- 音声：田村真紀
- ロケ技術：白石利彦（共同テレビ→バンエイト）、小林孝至・佐々木瑠美・渡辺拓（以上SWISH JAPAN）
- 美術プロデューサー：東立、中原茂樹、菅原崇、中江大志、山口智広
- 美術：三須明子（以前は美術プロデューサー・デザイナー）
- 美術デザイナー：木村真梨子（以前は美術）
- 美術制作：大木章子
- 電飾：入江智喜
- 操作：岩尾匡介、高久紀子
- 特効：永岡昇
- アクリル装飾：相澤香織、中村結香、大和田楓
- 造花装飾：dosco、高井由子
- 持道具：岩本美徳、中尾恵里、大沼真也、宮路かすみ、寺澤麻由美、安岡京子、小松絵里子
- 編集：日詰しのぶ（OMNIBUS JAPAN）
- 音効：杉本栄輔、小川慶一（スポット）
- リサーチ：平岡達哉（ライダース・オフィス）
- デスク：山口麻美、藤原有衣子
- 編成：片山剛、時松隆吉、高山暢比古、池田尚弘、矢野大亮、中島啓介（一時離脱→復帰）、寺田裕樹（2019年7月5日-）
- 宣伝：石田孝宏
- 進行：高安良弥、栗山真（共に以前はアシスタントディレクター）
- 進行チーフ：西川なる美、丸山正樹（共に以前はアシスタントディレクター）
- キャスティングプロデューサー：住田雄一（以前はプロデューサー）、山北剛士、平山陽、緒方伸介、鎌田敏明
- アシスタントプロデューサー：山本希恵（デージカンパニー）、櫻井沙織
- アシスタントディレクター：水谷友香、高畠俊輔、佐久間晃司、盛英男、浅沼雄介、小美野沙織、中澤晋也、井上豊裕、木全彩乃、沢田翔太、長沢駿斗、久保田茜、瀧本卓、田中泉、五十嵐大輔、海野沙織、中西宏志、船津祐二、田中杏、近藤真帆、蒲田涼、乾麻耶、岡田実樹、吉藤芽衣、松村好恵、堀西里奈、猿渡祐、内田佳那、吉地淳悟、橋爪佳織、西江健司、中谷周平、出口拓磨、皆川拓、齊藤栄哉、大迫結奈、松田竜宏、川北綾香、石見優佳、稲垣星那、河西美佐子、山本佳子、佐々木勇登、彌永紗輝、角田勝利、玉居子知美、吉冨由布希
- 制作プロデューサー：渡部宗一（以前はプロデューサー）
- ディレクター：鳥越一夫（FAT TRUNK）、見崎陽亮、高橋隼人、亀山剛志、須田岳未、宮本大輔、須藤有加（以前は進行）、中島孝志、武田治（CRANKY）、南川尚人、松岡信行、山本健太郎（FAT TRUNK）、瀬戸亘（瀬戸→以前はアシスタントディレクター►進行）、吉澤直樹（以前はアシスタントディレクター→進行）、安岡温彦（以前は進行チーフ）、木村亮、酒井翔太（以前はアシスタントディレクター→進行チーフ→進行）
- プロデューサー：刀根鉄太、喜瀬川恵子、武藤淳、麻生邦浩
- チーフプロデューサー：大久保竜